# Hipólito Vieytes

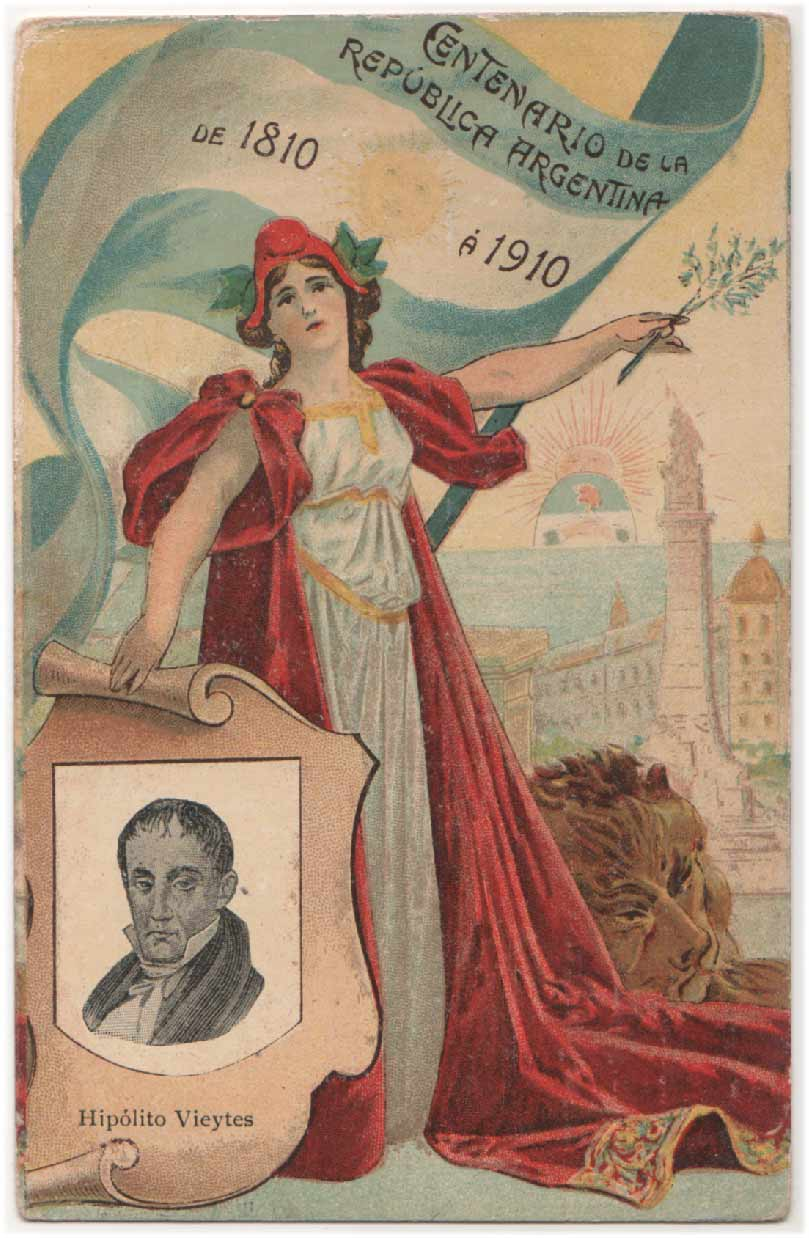
Carte postale représentant Vieytes, éditée en 1910 à l’occasion du centenaire de la révolution de Mai.

Juan Hipólito Vieytes (San Antonio de Areco, province de Buenos Aires, 1762 ― San Fernando, 1815) était un homme d’affaires, homme politique et militaire argentin.
Vieites était encore enfant lorsque sa famille déménagea vers Buenos Aires, où il fut inscrit avec son frère à l’école de Jésuites Colegio Real de San Carlos (l’actuel Colegio Nacional de Buenos Aires). Il épousa Josefa Torres et adopta deux enfants : Carlota Joaquina et José Benjamín (ce dernier entreprit des études de médecine et obtint son titre de médecin en 1827). Vieytes se lança dans les affaires et connut bientôt la réussite, en exploitant une fabrique de savon avec son associé Nicolás Rodríguez Peña. Lors des offensives anglaises contre le Río de la Plata, il prit part à la reconquête de Buenos Aires, ce qui lui valut le grade de capitaine. Dans les années qui suivirent, il adhéra au charlottisme, mouvement politique dont l’objectif était le couronnement, au nom du roi d’Espagne Ferdinand VII, de la sœur de celui-ci, Charlotte Joaquime de Bourbon, comme régente de la Vice-royauté du Río de la Plata. Plus tard, à partir de 1809, la savonnerie de Vieytes, qui était située à l’angle des actuelles rues Tacuarí et Venezuela, servit de lieu de réunion d’une des tertulias (clubs politiques) les plus connues de la période précédant la révolution de Mai de 1810, et à laquelle appartenaient, outre Vieytes lui-même, un certain nombre de notables portègnes, nommément Manuel Belgrano, Juan José Castelli, Mariano Moreno, Juan José Paso et Domingo French, tous membres de la Sociedad Patriótica. Vieytes s’était fait, par ailleurs, patron de presse, ayant fondé le deuxième périodique jamais publié à Buenos Aires, le Semanario de agricultura, industria y comercio (litt. Revue hebdomadaire d’agriculture,d’industrie et de commerce).

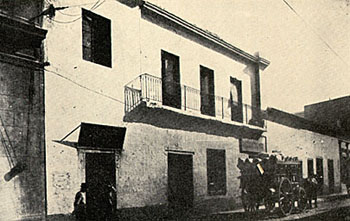
La savonnerie de Vieites à Buenos Aires, bâtiment démoli en 1932.

En 1810, il appuya la révolution de Mai et assista au cabildo ouvert auquel avait consenti le vice-roi Cisneros. Il fit ensuite partie en tant qu’auditeur de guerre du premier gouvernement autonome, appelé Première Junte, issu des débats dudit cabildo ouvert ; cependant, quelques mois plus tard seulement, il dut se démettre pour avoir refusé, en dépit de l'ordre donné, de fusiller l’ancien vice-roi Jacques de Liniers, coupable d’avoir fomenté une contre-révolution à Córdoba. À la mort de Mariano Moreno, il fut appelé à le remplacer comme secrétaire de gouvernement de la Première Junte, ce jusqu’en 1811. Il fut ensuite membre de la cour d’appel (1812) et député à l’assemblée constituante des Provinces Unies du Río de La Plata en 1813.
En hommage au patriote Vieytes, son nom a été donné à plusieurs rues et établissements d’enseignement dans sa ville natale de San Antonio de Areco et à Buenos Aires. L’écrivain Francisco Juárez le prit pour protagoniste de sa biographie romancée Vieytes, el Desterrado, parue en 2001 ; par le biais d’un récit à la première personne, l’auteur y expose le résultat de ses recherches historiques.